# Zeebrasems

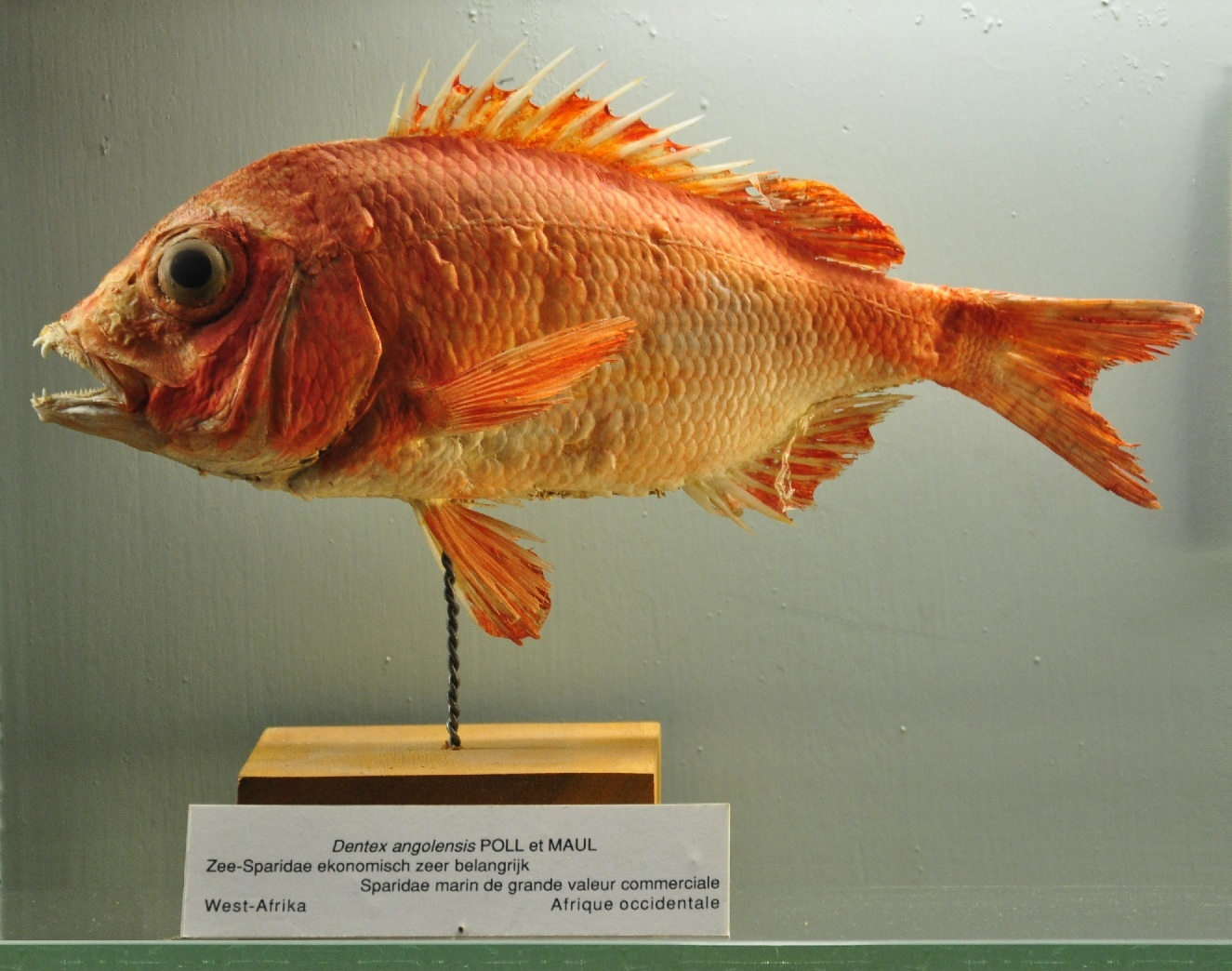
Dentex angolensis

De schaapvissen of zeebrasems (Sparidae) vormen een familie binnen de baarsachtige vissen.

## Kenmerken
De familie bestaat uit soorten die wat betreft lengte uiteenlopen van 12 tot 200 centimeter.

## Leefwijze
De soorten kunnen alleseters, strikte vegetariërs of carnivore voedselgewoontes hebben. De tanden in de bek zijn naargelang hun eetgewoontes aangepast. De vissen zijn vaak niet eenslachtig. Sommige soorten bezitten zowel vrouwelijke als mannelijke geslachtsorganen (tweeslachtig), terwijl andere van man naar vrouw (protandrisch) of van vrouw naar man (protogyn) transformeren tijdens hun leven.
Vissen uit deze familie worden vaak door mensen gegeten.

## Verspreiding en leefgebied
Ze komen voor over de gehele wereld in tropische en subtropische delen, in open water, van alle oceanen worden aangetroffen. Ze leven in scholen. De helft van alle bekende soorten leeft in de wateren rondom Zuid-Afrika. In de Middellandse Zee leven 24 soorten. Enkele soorten worden ook in brak en zoet water aangetroffen.

## Taxonomie
De familie bestaat uit 36 geslachten en meer dan 120 soorten.
De geslachten Dentex en Evynnis zijn sinds 2007 anders onderverdeeld.

### Lijst van geslachten
| - Acanthopagrus Peters, 1855 - Archosargus Gill, 1865 - Argyrops Swainson, 1839 - Argyrozona - Boops Cuvier, 1814 - Boopsoidea - Calamus Swainson, 1839 - Cheimerius Smith, 1938 - Chrysophrys - Crenidens Cuvier & Valenciennes, 1830 - Cymatoceps Smith, 1938 | - Dentex Cuvier, 1814 - Diplodus - Evynnis - Gymnocrotaphus - Lagodon Holbrook, 1855 - Lithognathus Swainson, 1839 - Oblada Cuvier, 1829 - Pachymetopon Guenther, 1859 - Pagellus - Pagrus Cuvier, 1816 - Parargyrops - Petrus | - Polyamblyodon Norman, 1935 - Polysteganus Klunzinger, 1870 - Porcostoma Smith, 1938 - Pterogymnus - Rhabdosargus Fowler, 1933 - Sarpa Bonaparte, 1831 - Sparidentex - Sparodon - Spondyliosoma - Stenotomus Gill, 1865 |